# Slovenië
Slovenië (Sloveens: Slovenija), officieel de Republiek Slovenië (Sloveens: Republika Slovenija), is een land in Midden-Europa aan de zuidoostelijke rand van de Alpen en is lid van de Europese Unie. Het wordt begrensd door Oostenrijk in het noorden, Italië en de Adriatische Zee in het westen, Kroatië in het zuiden en oosten en Hongarije in het noordoosten. Het land is klein, dichtbebost en bergachtig. In het westen heeft het land een korte Adriatische kust. De grens met Oostenrijk wordt grotendeels gevormd door de waterscheiding van de bergkam van de Karawanken, met toppen boven de 2000 m, die deel uitmaken van de Alpen. De hoofdstad en tevens grootste stad is Ljubljana.
Slovenië werd een soevereine staat nadat het op 25 juni 1991 zijn onafhankelijkheid uitriep. Vóór de onafhankelijkheidsverklaring maakte Slovenië deel uit van het voormalige Joegoslavië als (Socialistische) Republiek Slovenië (Sloveens: (Socialistična) republika Slovenija).
Op 1 mei 2004 werd Slovenië lid van de EU. Sinds 2007 hanteert Slovenië de euro als betaalmiddel.

## Geschiedenis
Het huidige Slovenië behoorde eeuwenlang tot Oostenrijk. De Slovenen leefden in de kroonlanden Krain, Karinthië, Stiermarken, Küstenland (Primorska) met het graafschap Görz (vorstelijk graafschap Gorica en Gradišče), en het achterland van Triëst. Een klein deel van het huidige Slovenië lag in Hongarije: Prekmurje (Muravidék) wat betekent 'aan de overzijde van de Mur', de grensrivier met Hongarije.
In 1866 werden enkele westelijke, door Slovenen bewoonde, gebieden afgescheiden van Oostenrijk en toegewezen aan het nieuwe Koninkrijk Italië. In 1918 volgde het grootste deel van Küstenland (Primorska) met de stad Triëst en een aantal andere kuststeden. Enkele honderdduizenden Slovenen kwamen toen samen met Kroaten in Italië te wonen in wat Istrië heette.
In 1918 werden door Slovenen bewoonde delen van de Oostenrijkse kroonlanden, Krain, Karinthië, Stiermarken samen met de voornamelijk door Slovenen bewoonde en tot dan Hongaarse Prekmurje samengevoegd als provincie Slovenië in de kortstondige staat van Slovenen, Kroaten en Serviërs (SHS), die zich al snel transformeerde tot het koninkrijk Joegoslavië. Op dat moment, in de periode 1919-1920, werden de grenzen van Slovenië vastgelegd in het Verdrag van Saint-Germain (noordgrens), het Verdrag van Rapallo (westgrens) en het Verdrag van Trianon (noord-oostgrens).
Na de bezetting in 1941 werd Slovenië opgedeeld tussen Duitsland, Italië en Hongarije. Deze met elkaar in bondgenootschap verbonden staten probeerden in hun deel de Sloveense taal en cultuur te marginaliseren en de Slovenen vervolgens onder druk te germaniseren, italianiseren dan wel magyariseren. Een aanzienlijk aantal Slovenen, met name in het 'Duitse' deel, gaf daar gevolg aan. Anderen organiseerden een hevige bevrijdingsstrijd die voorlopig onderling werd gestreden omdat de nationalistische Sloveense Domobranci en het communistische Sloveens Bevrijdingsfront elkaar de voorrang betwistten. De communisten voegden zich in de partizanen van Tito en met toestemming van de geallieerden kregen zij in 1945 de overmacht. Grote aantallen nationalisten werden toen geëxecuteerd en op 10 augustus 1945 ging Slovenië samen met het door Joegoslavië geannexeerde Istrië als 'volksrepubliek Slovenië' deel uitmaken van het Democratisch Federatieve Joegoslavië, dat zich een paar maanden later, na de onvrije verkiezingen op 11 november, 'Federatieve Volksrepubliek Joegoslavië' ging noemen, en nog weer later, van 1963 tot 1991, 'Socialistische Federatieve Republiek Joegoslavië' (SFRJ) heette. Tot 1954 was er strijd met Italië over de stad Triëst die uiteindelijk toch Italiaans zou blijven (er is een Sloveense minderheid in Italië).
Slovenië was de welvarendste republiek in deze federatie. Op 7 maart 1990 werd de naam "Socialistische Republiek Slovenië" gewijzigd in "Republiek Slovenië". In 1991 werd Slovenië onafhankelijk. Hieraan ging de Tiendaagse Oorlog vooraf, die werd beëindigd door het Akkoord van Brioni. Op 1 mei 2004 trad het land toe tot de Europese Unie. Inmiddels is het eveneens lid van de NAVO en van de OESO.
Op 1 januari 2007 is Slovenië officieel toegetreden tot de eurozone. Dit betekende het einde van de Sloveense tolar.

## Demografie

### Bevolking
Slovenië is etnisch het meest homogene land van de opvolgerstaten van Joegoslavië. Wel wonen er veel Slovenen van oudsher buiten Slovenië: de meesten in Italië (Friuli) en Oostenrijk (Karinthië en Stiermarken), en daarnaast in Hongarije. In de Verenigde Staten, Canada, Argentinië en Australië is een grote Sloveense migrantengemeenschap, terwijl de Sloveense aanwezigheid in Nederland bijzonder oud is (15e eeuw) en in 1931 - als gevolg van de opkomst van de mijnen in Limburg - een hoogtepunt bereikte. Zie ook Sloveense diaspora.
De bovenstaande grafiek geeft de demografische ontwikkeling op het huidige grondgebied van Slovenië weer (1.268.055 inwoners in 1900 = index 1000). De getallen voor de periode 1857-1931 zijn berekend op basis van de gemeentelijke bevolkingsaantallen, van alleen de gemeenten die sinds 1991 deel uitmaken van de Sloveense staat. De gebieden die sinds 1991 deel uitmaakten van Hongarije, Oostenrijk en Italië zijn niet meegenomen in de reconstructie (gegevens ontleend aan de Statistični urad Republike Slovenije).
Een Duitstalige minderheid was in de Oostenrijkse tijd dominant. In de hoofdstad Ljubljana (Laibach) behield zij tot aan het einde van de 19de eeuw een meerderheid in de gemeenteraad. In andere steden was dat het geval tot aan de overname van het gezag door Joegoslavië, met name in Maribor (Marburg an der Drau), Celje (Cilli), Ptuj (Pettau) en Kranj (Krainburg). Duitstaligen woonden ook in de dorpen rond deze steden. Een bijzonder gebied was de stad Kočevje (Gottschee) met haar omgeving van een twintigtal dorpen waar sinds de 14de eeuw een Duitstalige bevolking woonde. Zij werden in en na 1945 verdreven en vervangen door een bevolking uit de andere Joegoslavische republieken.
Een tweede, na 1945 grotendeels verdreven minderheid, wordt gevormd door een restant van de Italiaanse bevolking van Istrië, enkele duizenden Italiaanstaligen die voornamelijk wonen in de kuststeden Koper (Capodistria), Portorož (Portorosso), Piran (Pirano) en Izola (Isola). Zij organiseren zich cultureel samen met de Italiaanstalige minderheden in de aangrenzende Istrische kuststeden die nu tot Kroatië behoren.
Een derde minderheid vormen de ca. 10.000 Hongaren in de regio Prekmurje (Muravidék), die tot 1918 bij Hongarije behoorde en pas in dat jaar met de overige, tot dan toe Oostenrijkse, delen van Slovenië werd samengevoegd. De Hongaarse culturele dominantie in dit gebied is sindsdien teruggedrongen. Een restant van het in godsdienstig opzicht tolerante Hongaarse staatsgezag blijft zichtbaar in het voortbestaan van enkele Lutherse gemeenten, terwijl zij door de Oostenrijkse Contrareformatie elders in Slovenië radicaal werden geëlimineerd.
De Joodse gemeenten zijn in de periode 1938-1945 te gronde gericht. Overlevenden waren er weinig en na 1945 zijn enkele gemeenten met Joden van elders opnieuw ingericht.
Zowel lutheranen als joden zijn cultureel Hongaars georiënteerd.
Roma vormen een betrekkelijk nieuwe minderheid die zich door een zeer hoog geboorteaantal aanzienlijk heeft uitgebreid.

### Taal
De officiële taal van Slovenië is Sloveens. Het Italiaans en Hongaars worden naast het Sloveens als ambtstaal gehandhaafd in de regio's waar de Italiaanse (ca. 3000 personen) en Hongaarse (ca. 8000 personen) minderheden leven.

Christelijke kerk op het eiland Bled.

 Er wonen naar schatting ook nog 2000 overgebleven Duitstaligen ("Sloweniendeutsche"), wier rechten echter niet worden erkend.

### Religie
De bevolking was in de 16de eeuw grotendeels overgegaan tot de lutherse Reformatie. De Contrareformatie maakte daar een drastisch einde aan en sinds het begin van de 17de eeuw is ze grotendeels rooms-katholiek. De hoofdpatroonheilige van de Slovenen is Maria Hulp der Christenen, die vereerd wordt in het nationale heiligdom te Brezje. Sinds de machtsovername door de communistische partij begon in Slovenië echter de secularisering die pas in de jaren negentig van de vorige eeuw, na de ontbinding van die partij, doorzette. De Kerk verloor toen haar samenbindende rol in het verzet tegen de communistische staat.
Volgens de volkstelling van 2002 sprak 57,8% van de Slovenen zich uit als behorend tot de Rooms-Katholieke Kerk, 2,4% als moslim, 2,3% als behorend tot een van de oosters-orthodoxe kerken en 0,9% als lid van een protestants kerkgenootschap. Een deel van de bevolking beschouwde zich als atheïst (10,1%), terwijl 3,5% zich als "gelovig, maar niet confessioneel" definieerde. Een groot deel van de ondervraagden (22,8%) was niet in staat om of weigerde de vraag naar hun levensbeschouwing te beantwoorden.
| Jaar                              | rooms-katholiek | evangelisch | overig protestant | orthodox | overig christelijk | islamitisch | joods | oosters | overig religieus | agnostisch | gelovig maar buitenkerkelijk | ongelovig, atheïstisch | antwoord geweigerd | onbekend |
| --------------------------------- | --------------- | ----------- | ----------------- | -------- | ------------------ | ----------- | ----- | ------- | ---------------- | ---------- | ---------------------------- | ---------------------- | ------------------ | -------- |
| 1991                              | 71,6            | 0,7         | 0,1               | 2,4      | 0,1                | 1,5         | 0,0   | 0,0     | 0,0              | -          | 0,2                          | 4,4                    | 4,2                | 14,6     |
| 2002                              | 57,8            | 0,8         | 0,1               | 2,3      | 0,1                | 2,4         | 0,0   | 0,1     | 0,0              | 0,0        | 3,5                          | 10,1                   | 15,7               | 7,1      |
| Bron: Volkstellingen 1991 en 2002 |                 |             |                   |          |                    |             |       |         |                  |            |                              |                        |                    |          |

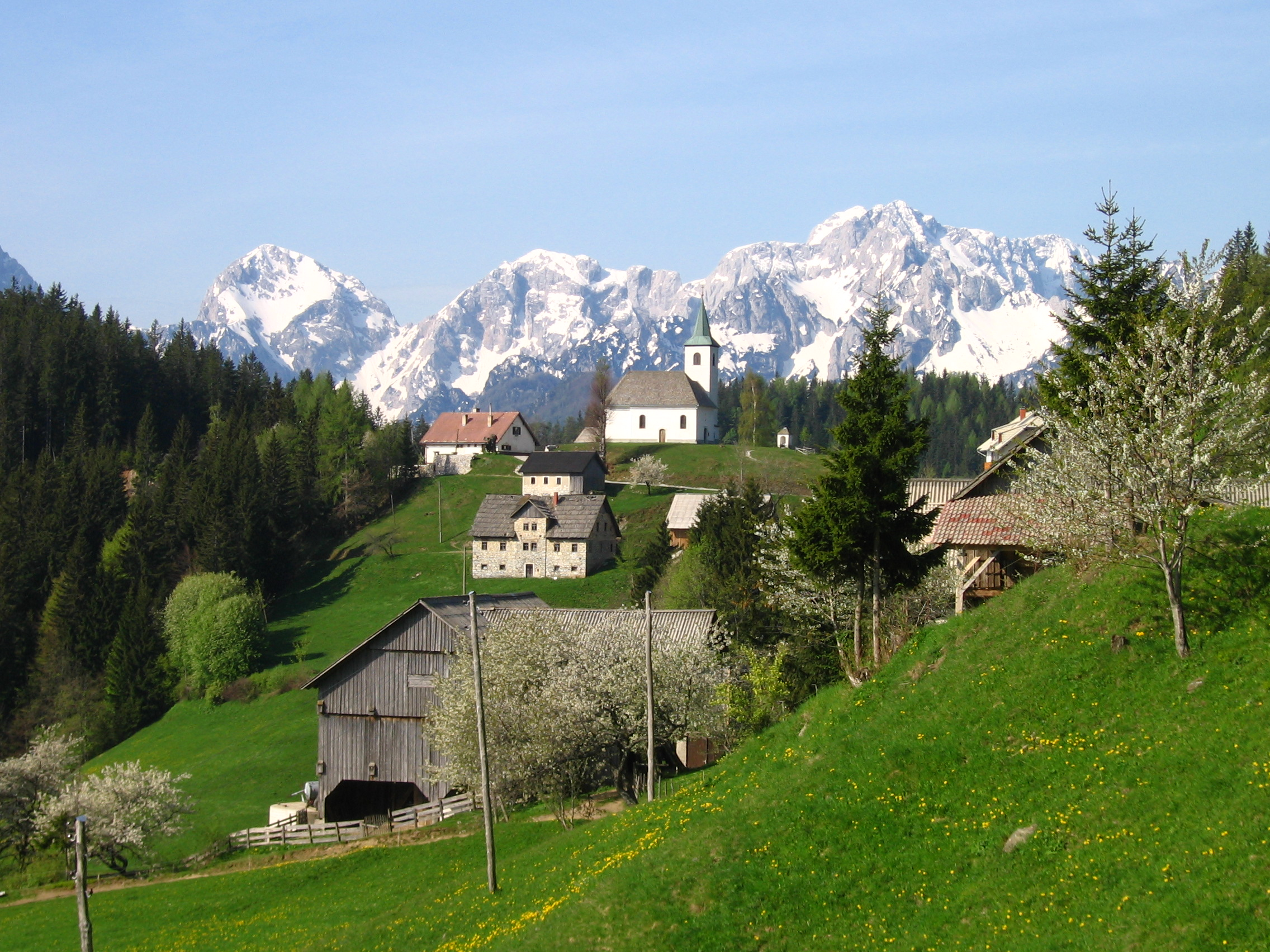
Podolševa

De Katholieke Kerk in Slovenië stelde anno 2006 het aantal katholieken op ruim 80%. Deze discrepantie met de volkstelling van 2002, waar slechts 57,8% van de Slovenen zich bekende als katholiek, laat zich niet verklaren door een toename van meer dan 20% in 4 jaar. Waarschijnlijker wil ruim 20% van de Slovenen zich niet meer met de Katholieke Kerk associëren, al is men dat 'op papier' wel omdat men ooit gedoopt is, maar heeft men dit nooit ongedaan gemaakt. Dit verschijnsel, ook wel bekend als belonging without believing, deed zich bijvoorbeeld ook voor in Nederland waar in 2000 de Katholieke Kerk 31,7% van de bevolking claimde, maar bij een steekproef slechts 21% dit bevestigde. Waarschijnlijk moet dit verschil van meer dan 20% vooral gezocht worden bij de 15,7% die weigerden antwoord te geven, de 10,1% die zeggen ongelovig of atheïst te zijn en de 7,1% wier religie onbekend is. De 3,5% die zegt wel gelovig te zijn maar 'niet bij een bepaalde religie hoort' is een voorbeeld van het tegenovergestelde verschijnsel: believing without belonging.
Sinds 2006 telt Slovenië twee metropolitane aartsbisdommen (aartsbisdom Ljubljana en aartsbisdom Maribor), elk met twee suffragane diocesen (de bisdommen Murska Sobota en Celje aan het aartsbisdom Maribor; de bisdommen Koper en Novo mesto aan het aartsbisdom Ljubljana). De luthers-protestantse gemeenten in Slovenië concentreren zich van oudsher in Prekmurje in het noordoosten van het land. De onderstaande staafgrafiek toont de  officiële gegevens voor het bevolkingspercentage voor katholieken, niet-confessionelen (geen antwoord, atheïst) en "overigen" (protestanten, oosters-orthodoxen en moslims).

## Bestuurlijke indeling

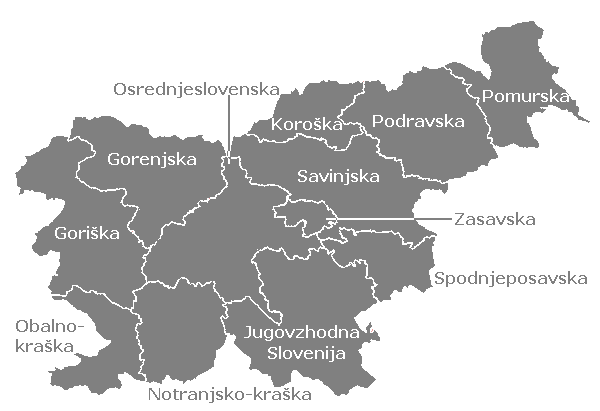
Twaalf statistische regio's (stand 2005)

Slovenië telt sinds 1 maart 2006 205 gemeenten, waarvan er 11 een bijzondere status als verzorgingscentrum hebben en "stadsgemeenten" (mestne občine) worden genoemd. Het land is verder verdeeld in een twaalftal statistische regio's volgens de Europese criteria van NUTS-3. Vanwege de geringe bevolkingsomvang van veel gemeenten is een groot aantal taken, dat voorheen bij het lokaal bestuur berustte, overgeheveld naar de landelijke overheid. De meeste van die overgehevelde bevoegdheden worden decentraal uitgevoerd door de 58 bestuurseenheden (upravne enote).

### Statistische regio's
De statistische regio's zijn de volgende:
- Pomurska
- Podravska
- Koroška
- Savinjska
- Zasavska
- Spodnjeposavska
- Jugovzhodna Slovenija
- Osrednjeslovenska
- Gorenjska
- Notranjskokraška
- Goriška
- Obalnokraška

### Historische regio's

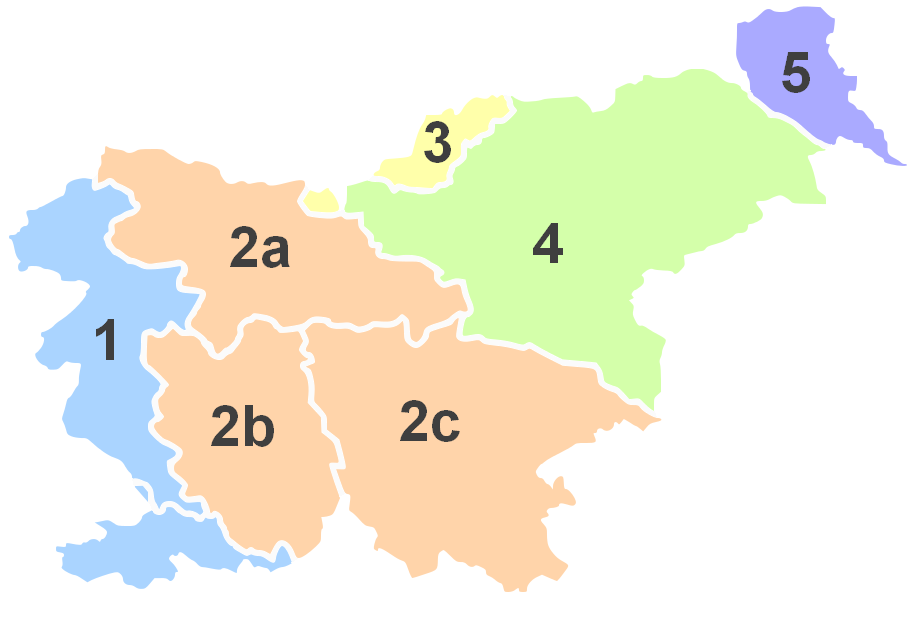
Historische kroonlanden

Van oudsher bestaat Slovenië in een groot aantal historische regio's en subregio's, die in het dagelijks spraakgebruik een grote rol spelen. Deze regio's zijn gebaseerd op de kroonlanden uit de Oostenrijks-Hongaarse dubbelmonarchie:
- 1: Primorska (Küstenland)
- 2: Kranjska (Krain)
  - 2a: Gorenjska (Oberkrain)
  - 2b: Notranjska (Innerkrain)
  - 2c: Dolenjska (Unterkrain)
- 3: Koroška (Karinthië)
- 4: Štajerska (Stiermarken)
- 5: Prekmurje (Übermurgebiet)

## Geografie

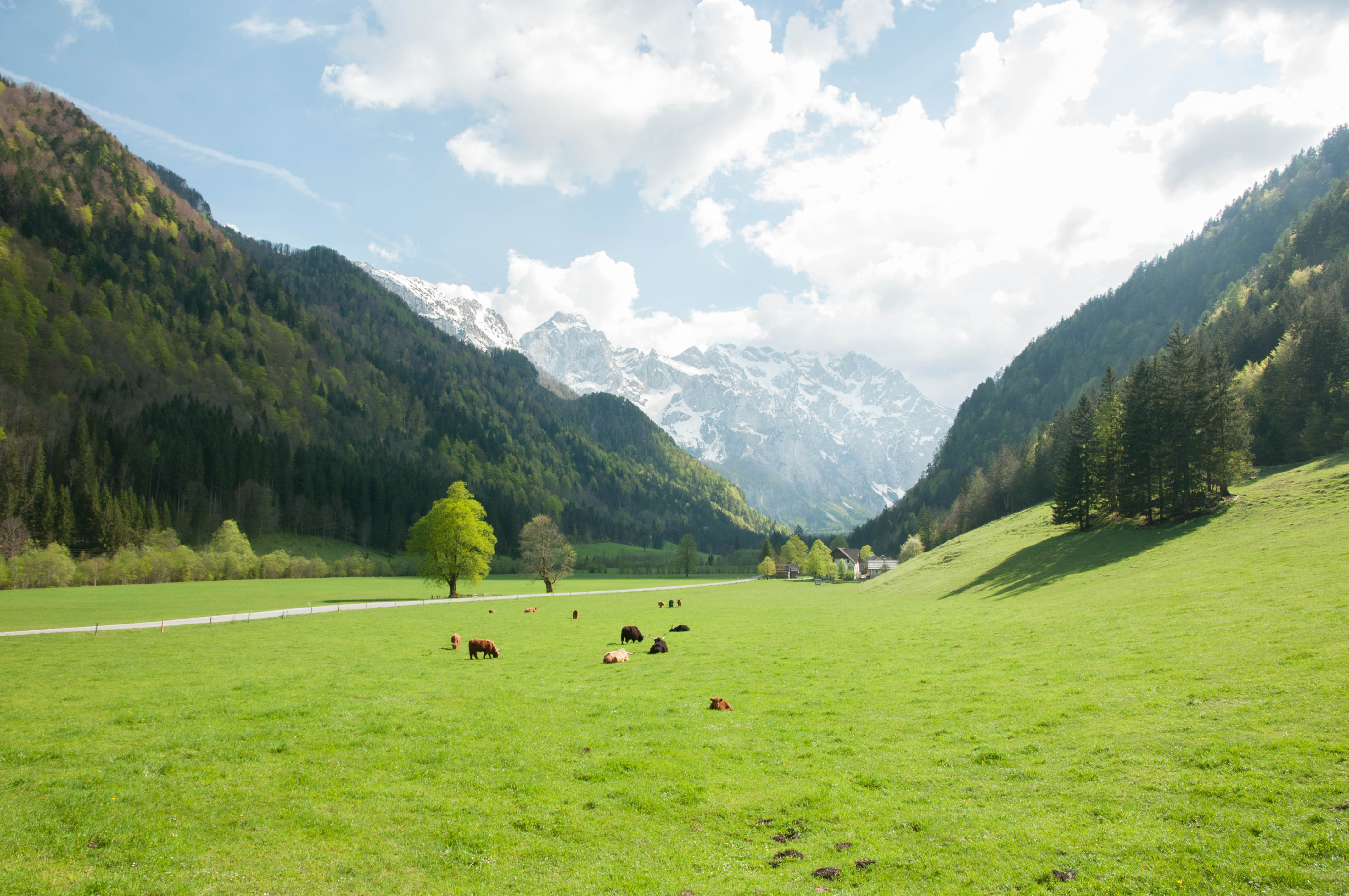
Logarska dolina

Slovenië is met een oppervlakte van 20.373 km² ongeveer half zo groot als Nederland. De omtrek van de landsgrenzen meet 1213 km (546 km met Kroatië, 330 km met Oostenrijk, 188 km met Italië en 102 km met Hongarije). De kustlijn van Slovenië is 47 km lang.
Ondanks het relatief kleine oppervlak kent het land grote verschillen in het landschap. In het noorden liggen de Karawanken, Kamnische Alpen en in het noordwesten de Julische Alpen. In de Julische Alpen ligt in het Triglav Nationaal Park de gelijknamige berg Triglav (bet.: drie toppen), die met 2864 m de hoogste berg van het land is. Hier ontspringen ook de Koritnica, Soča en Sava. De Sava behoort met de Mura en de Drava tot de belangrijkste Sloveense rivieren. In de Julische Alpen ligt ook het grootste meer van Slovenië, het 3,18 km² omvattende Meer van Bohinj. Het oosten is daarentegen vlak, overgaand in de Pannonische laagvlakte van Hongarije. In het zuidwesten en zuiden overheersen middelgebergtes en heuvellandschappen, die overgaan in de Dinarische Alpen. Hier is sprake van een karstlandschap met de kenmerkende periodieke meren (bijvoorbeeld in Cerknica) en vele onderaardse grotten. In het uiterste zuidwesten bij de haven- en badplaats Portorož (Italiaans: Portorose) verloopt de 47 km lange kustlijn. De helft van het land is bebost. Het klimaat is in het noorden continentaal, aan de kust tot aan de lijn Nova Gorica-Postojna mediterraan.

### Steden
Slovenië telt slechts weinig grote steden. De hoofdstad Ljubljana (278.000 inwoners) en Maribor (115.000 inwoners) zijn de enige twee steden met meer dan honderdduizend inwoners. De elf grootste gemeenten hebben de status "stadsgemeente", die hun meer bevoegdheden verleent dan een gewone gemeente.

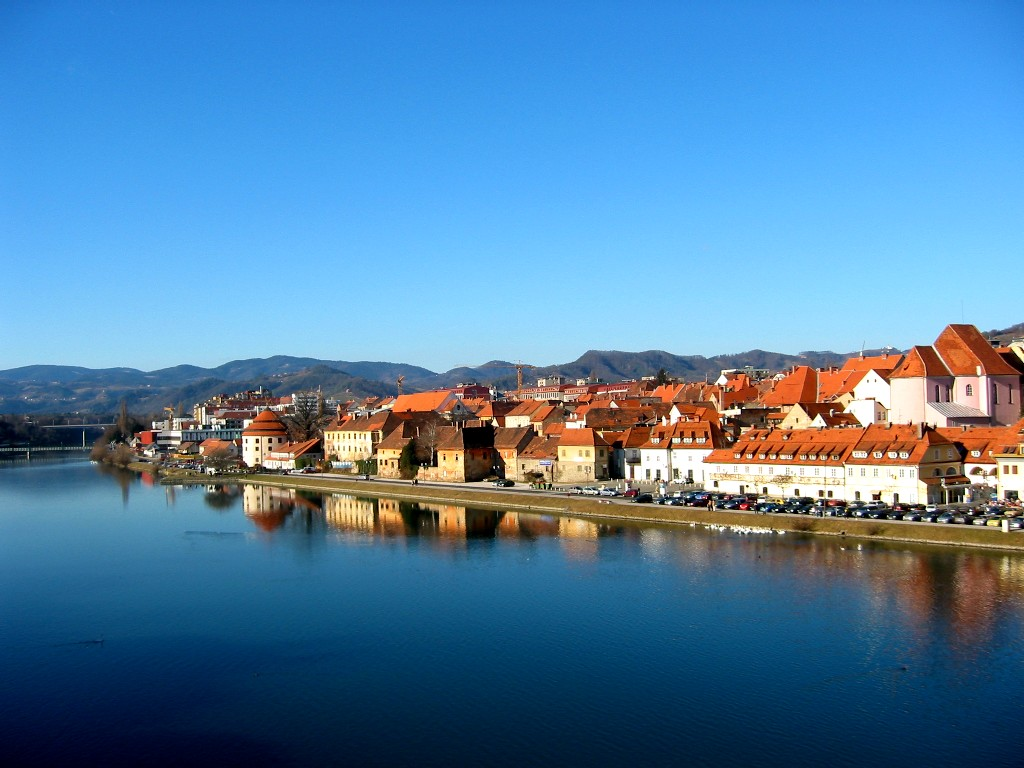
Maribor

#### De elf stadsgemeenten
- Celje
- Koper
- Kranj
- Ljubljana (hoofdstad)
- Maribor
- Murska Sobota
- Nova Gorica
- Novo mesto
- Ptuj
- Slovenj Gradec
- Velenje

## Bezienswaardigheden
- Meer van Bohinj
- Meer van Bled
- Grotten van Postojna
- Grotten van Škocjan

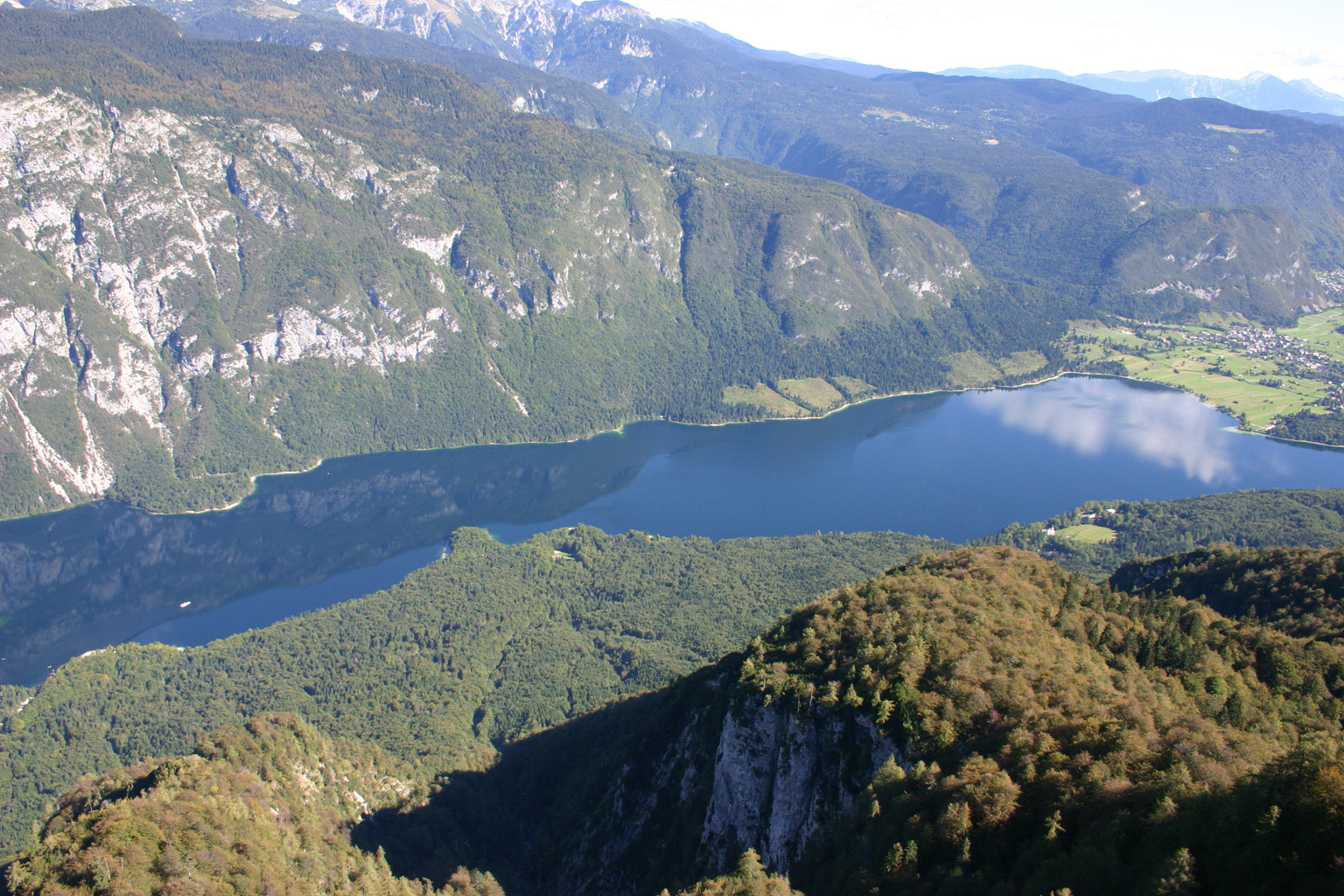
Het meer van Bohinj

- Bedevaartplaats Ptujska Gora bij Ptuj
- Ljubljana
- Stoeterij van de Lipizzaner paarden bij Lipica
- In het noordwesten van Slovenië ligt het Triglav Nationaal Park, nabij Bovec

## Economie
De economie van Slovenië is van alle economieën van de nieuwe EU-lidstaten (2004) de welvarendste. Hoewel het land voor 1991 deel uitmaakte van het communistische Joegoslavië was Slovenië altijd al op West-Europa gericht. Hierdoor was Slovenië binnen het voormalige Joegoslavië veruit de welvarendste deelstaat. Hoewel Slovenië slechts één dertiende van de Joegoslavische bevolking bevatte, werd één vijfde van het Joegoslavische bruto binnenlands product in Slovenië voortgebracht. Door zijn handelsoriëntatie op West-Europa heeft Slovenië weinig te lijden gehad onder het uiteenvallen van Joegoslavië en de val van het communisme in Oost-Europa. Ook door zijn afgelegen ligging ten opzichte van de oorlogsgebieden in de Joegoslavische oorlogen ontsprong Slovenië de dans. In 2004 werd Slovenië de eerste republiek van het voormalige Joegoslavië die lid werd van de Europese Unie. Op 1 januari 2007 heeft Slovenië als eerste nieuwe EU-lidstaat de euro ingevoerd.
Doordat Slovenië een open economie is, zijn de prestaties van de Sloveense economie afhankelijk van de economische prestaties van de belangrijkste handelspartners (Duitsland, Italië, Oostenrijk en Frankrijk). Ondanks het feit dat deze economieën slecht presteren groeide het Sloveense reële BBP in 2005 met 3,9%. Een belangrijke reden hiervoor is de hoge buitenlandse investeringen.
Mogelijke uitdagingen voor de Sloveense economie zijn het bedwingen van de vrij hoge inflatie en het in toom houden van de arbeidskosten.

### Macro-economische indicatoren
| Macro-economische indicatoren (2005) | Macro-economische indicatoren (2005)               |
| ------------------------------------ | -------------------------------------------------- |
| Bbp per capita                       | € 24.153(2019)                                     |
| Groei bbp                            | 2,9% (2019)                                        |
| Inflatie                             | 1,8% 2018                                          |
| Export van goederen en diensten      | € 30.9 miljard (2018)                              |
| Handelsbalans                        | € -1.034.000.000                                   |
| Werkloosheid                         | 3,6 %                                              |
| Grootste exporteurs                  | Revoz (auto's)                                     |
| Grootste exporteurs                  | Lek (farmaceutica)                                 |
| Grootste exporteurs                  | Gorenje (witgoed)                                  |
| Grootste exporteurs                  | Krka (farmaceutica)                                |
| Grootste exporteurs                  | Prevent (veiligheidvoorzieningen m.n. voor auto's) |
| Grootste exporteurs                  | Sava Tires (Banden)                                |
| Grootste exporteurs                  | Talum (aluminium)                                  |
| Grootste exporteurs                  | Impol (aluminium)                                  |

## Cultuur

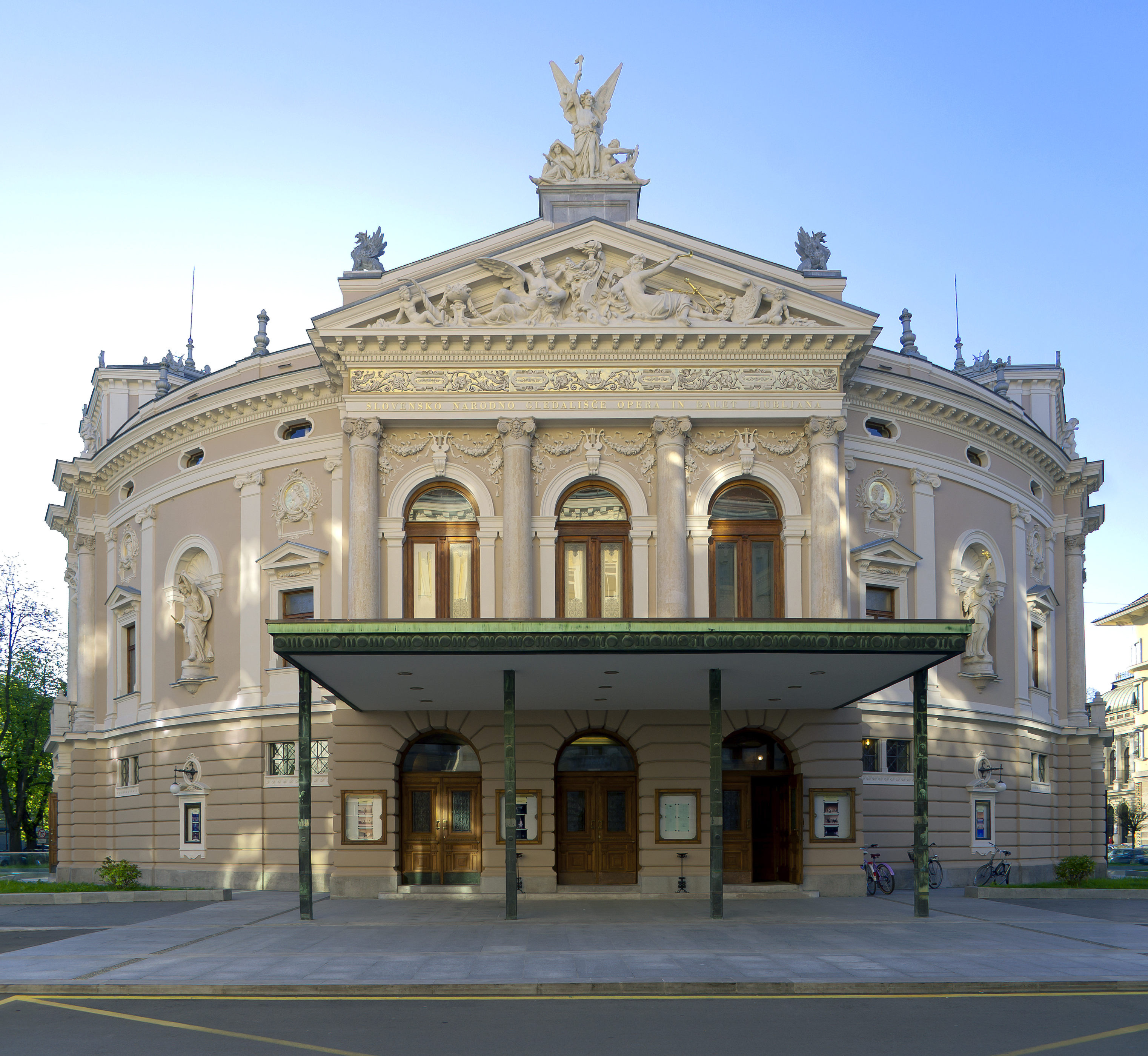
Sloveens nationaal opera- en ballettheater Ljubljana

- Lijst van Sloveense schrijvers

## Nationaliteiten
Van de 2 miljoen inwoners is 90% Sloveens. Andere bevolkingsgroepen zijn de Kroaten (3%), Serven (2%), Bosniërs (1%) en Macedoniërs. Veel van deze buitenlanders werken er al tientallen jaren als arbeidsmigrant of het zijn vluchtelingen.

## Politiek
- staatsvorm: republiek
- president: Nataša Pirc Musar (sinds 22 december 2022), termijn: 5 jaar
- regeringsleider: Robert Golob (sinds 1 juni 2022), termijn: 4 jaar
- parlement: één kamer: Nationale Assemblee (Državni Zbor) (90 zetels, termijn: 4 jaar); daarnaast een Staatsraad (Državni Svet) met beperkte bevoegdheden

Zie ook
- Lijst van premiers van Slovenië
- Lijst van presidenten van Slovenië
- Lijst van Sloveense politieke partijen

### Buitenlandse politiek
Sinds de onafhankelijkheid in 1991 is het land verwikkeld in een geschil omtrent de territoriale en maritieme grenzen met het tegelijkertijd onafhankelijk geworden zuidelijk buurland Kroatië, dat het op vreedzame wijze met arbitrage tracht te beslechten (zie Sloveens-Kroatisch grensgeschil). Het gaat om de Baai van Piran en de noordelijke kuststrook van het schiereiland Istrië. Op 4 november 2009 sloten de regeringen van beide staten een arbitrage-overeenkomst die voorzag in gezamenlijke besprekingen, die plaatsvonden in Den Haag. In 2017 deed het arbitragetribunaal uitspraak in het voordeel van Slovenië.

## Verkeer en vervoer

### Luchthaven
Ten noorden van Ljubljana ligt de Luchthaven Jože Pučnik (Letališče Jožeta Pučnika Ljubljana), in de volksmond beter bekend onder de voorgaande naam van de luchthaven: Luchthaven Brnik, van waar Adria Airways dagelijks vliegt naar verschillende bestemmingen in Europa. Er zijn dagelijkse vluchten naar Brussel (op werkdagen tweemaal daags). Drie keer per week is er een verbinding met Amsterdam. Het vliegveld Maribor is de tweede luchthaven van het land, maar heeft vrijwel alleen betekenis voor de luchtvracht.

### Snelwegen in Slovenië

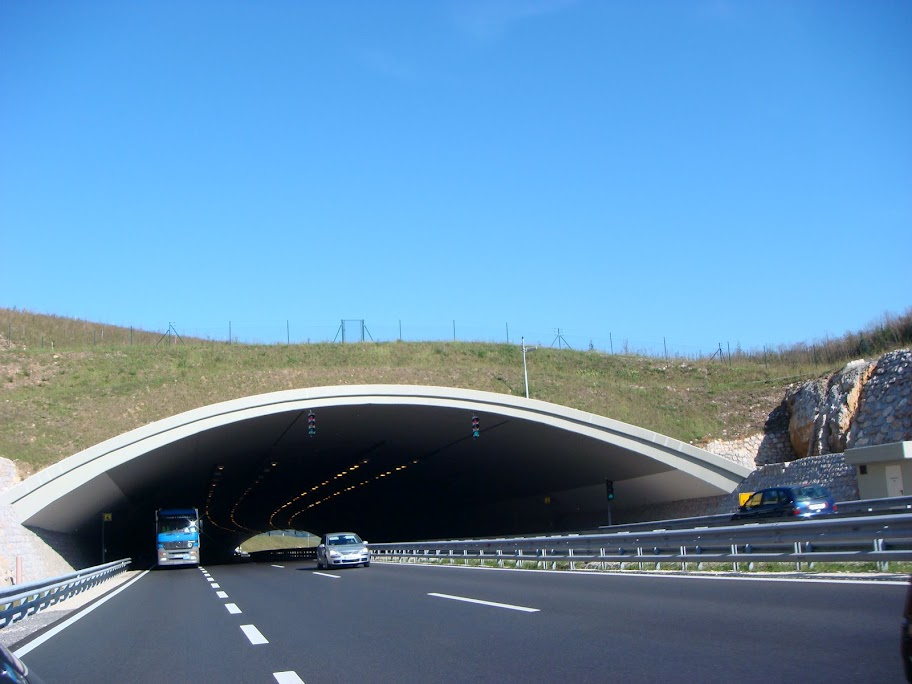
Snelweg A2

Slovenië heeft een aantal snelwegen, waarvan drie de belangrijkste doorgaande verkeersaders zijn. De belangrijkste verbindingen zijn de A1 die vanaf de Oostenrijkse grens bij Spielfeld via Maribor en Ljubljana naar de kuststad Koper loopt en daar aansluit op het wegennet van Kroatië. De A2 verbindt de Karawankentunnel met Kranj en Ljubljana. Na de hoofdstad loopt de weg oostwaarts richting de Kroatische grens en Zagreb. De A5 loopt van Maribor via Murska Sobota naar de Hongaarse grens, waar de weg onder een Hongaars wegnummer (M70) zich voortzet naar Boedapest.

### Langeafstandswandelpaden
Het land telt verschillende langeafstandswandelpaden:  de Slovenska planinska pot, Karavanke Trail, Pot Miru, Zasavje Trail, Koroška Trail en Juliana Trail.

## Volkslied
Het volkslied, of Zdravljica, is door de Sloveense dichter France Prešeren geschreven in 1844. De publicatie werd aanvankelijk door de censuur verboden. Na afschaffing van de censuur als gevolg van de revolutie in 1848 kon het gedicht voor het eerst verschijnen in het tijdschrift Novice.

## Nationale feestdagen
| Datum        | Nederlandse benaming                                  | Sloveense benaming                            | Opmerkingen |
| ------------ | ----------------------------------------------------- | --------------------------------------------- | --- |
| 1-2 januari  | Nieuwjaar                                             | Novo leto                                     | Vroeger was 2 januari ook een officiële feestdag, vanaf 2013 werd het echter opnieuw een gewone werkdag. In 2017 is het weer een officiële feestdag geworden. |
| 8 februari   | Prešeren-dag, Sloveense culturele feestdag            | Prešernov dan, slovenski kulturni praznik     | Dag van overlijden van de nationale dichter France Prešeren                                                                                                   |
| maart, april | Pasen                                                 | Velikonočna nedelja in ponedeljek; Velika noč | Feestdagen met Pasen |
| 27 april     | Dag van het verzet tijdens de Tweede Wereldoorlog     | Dan upora proti okupatorju                    | Feestdag |
| 1 en 2 mei   | Dag van de Arbeid                                     | Praznik dela                                  | Tweedaagse feestdag |
| mei, juni    | Pinksteren                                            | Binkoštna nedelja; Binkošti                   | Feestdag met Pinksteren |
| 25 juni      | Dag van de Staatsvorming                              | Dan državnosti                                | Verkondiging van de politieke soevereiniteit 1991 |
| 15 augustus  | Maria-Tenhemelopneming                                | Marijino vnebovzetje                          | Tenhemelopneming van Maria |
| 31 oktober   | Dag van de Reformatie                                 | Dan reformacije                               | Dag van de Reformatie (waaraan de Slovenen hun eerste Sloveenstalige geschriften danken)                                                                      |
| 1 november   | Allerheiligen, officieel Gedenkdag aan de gestorvenen | Dan spomina na mrtve                          | Feestdag |
| 25 december  | Kerstmis                                              | Božič                                         | Feestdag met Kerstmis |
| 26 december  | Dag van de Onafhankelijkheid en Eenheid               | Dan samostojnosti in enotnosti                | Verkondiging van het referendumresultaat over de Sloveense soevereiniteit 1990, Sint-Stefanus                                                                 |

## Diversen
- de Karawanken en de Julische Alpen vormen een populair gebied voor bergwandelen, een Sloveense volkssport. Bij veel Slovenen is het een wens ooit te voet de top van de nationale berg Triglav te bezoeken.
- Slovenië heeft zes 18-holes golfbanen, de Royal Bled Golf & Country Club in Bled, de Ptuj Golf Course in Ptuj, de Moravske Toplice Livada Golf Course in Moravske Toplice, de Diners Golf & Country Club Ljubljana waar in 2012 het Europees dameskampioenschap werd gespeeld, de Grad Mokrice Golf Club in Jesenice en de Arboretum Volcji Potok Golf Course in Radomlje. De laatste twee zijn het beroemdst.
- Het land heeft op een kaart wat weg van een kip, en inwoners van Slovenië leggen soms aan landgenoten uit waar ze wonen, als die de naam van het dorp niet kennen, in welk lichaamsdeel van de kip het ligt.